# 伪史学
伪史学是一种试图歪曲历史記載並誤導他人的伪学术形式，通常采用类似于学术性历史研究中使用的方法。与之相关的术语“隐秘史学”则适用于从神秘主义固有的迷信中衍生出来的伪史学。伪史学与伪科学和伪考古学有关，这两个术语的使用有时会出现重叠。尽管伪史学有多种形式，但学者们已经发现了伪史学作品中的许多共同特征；其中一个例子是，伪史学的使用几乎总是出于当代政治、宗教或个人议程的考虑。伪史学还经常提出耸人听闻的主张，或对历史事实大放厥词，这就需要对历史记录进行无端的修改。
伪史学的一個共同特徵是一個潛在的前提，即學者之間存在一個陰謀，以推動所謂的“主流歷史”而不是“真實”歷史，這一斷言通常得到精心策劃的陰謀論的證實。偽歷史作品通常只指出不可靠的來源——包括神話和傳說，通常被視為字面的歷史真相——以支持正在推廣的論點，而忽略與之相矛盾的有效來源。有時，一部偽歷史著作會採取歷史相對主義的立場，堅持認為真的沒有歷史真理這回事，任何假設都和其他假設一樣好。許多偽歷史作品將純粹的可能性與現實混為一談，假設如果某事可能發生，那麼它確實發生了。
伪史学的突出例子包括英国以色列主义、敗局命定論、爱尔兰奴隶神话、拿破仑造金字塔，女巫崇拜、亚美尼亚种族灭绝的否认、納粹大屠殺否認論、南京大屠殺否定論、纳粹德军無罪論、日本帝国軍無罪論、慰安妇存在否定論、16和17世纪的黑色传说，以及卡廷大屠杀并非由苏联內務人民委員部实施的说法等。